# Proteremaeus punctulatus
Proteremaeus punctulatus är en kvalsterart som beskrevs av Bayartogtokh 2000. Proteremaeus punctulatus ingår i släktet Proteremaeus och familjen Oribellidae. Inga underarter finns listade i Catalogue of Life.